# Isaac Williams junior
Isaac Williams junior (* 5. April 1777 in Goshen, New York; † 9. November 1860 in Cooperstown, New York) war ein US-amerikanischer Politiker. Er vertrat zwischen 1813 und 1815, zwischen 1817 und 1819 sowie zwischen 1823 und 1825 den Bundesstaat New York im US-Repräsentantenhaus.

## Werdegang
Isaac Williams junior wurde während des Unabhängigkeitskrieges in Goshen geboren und verbrachte dort die Jugend. Er erhielt eine bescheidene Schulbildung. 1793 zog er mit seinem Vater nach Otsego County. Er wurde 1810 zum Undersheriff im Otsego County ernannt und 1811 durch den Council of Appointment zum Sheriff – eine Stellung, die er bis 1813 innehatte.
Als Gegner einer zu starken Zentralregierung schloss er sich in jener Zeit der von Thomas Jefferson gegründeten Demokratisch-Republikanischen Partei an. John M. Bowers wurde in einer Nachwahl am 26. Mai 1813 im 15. Wahlbezirk von New York in das US-Repräsentantenhaus in Washington, D.C. gewählt, um dort die Vakanz zu füllen, die durch den Tod von William Dowse (1770–1813) entstand. Seine Wahl wurde allerdings am 20. Dezember 1813 von Williams erfolgreich angefochten, der dann bis zum 3. März 1815 im Kongress tätig war. Bei den Kongresswahlen des Jahres 1816 für den 15. Kongress wurde er in das US-Repräsentantenhaus gewählt, wo er am 4. März 1817 als die Nachfolge von James Birdsall und Jabez D. Hammond antrat, welche zuvor zusammen den Distrikt im US-Repräsentantenhaus vertreten hatten. Er schied nach dem 3. März 1819 aus dem Kongress aus. Im Jahr 1822 kandidierte er im 13. Wahlbezirk von New York für den 18. Kongress. Nach einer erfolgreichen Wahl trat er am 3. März 1823 die Nachfolge von John Gebhard an. Er schied nach dem 3. März 1825 aus dem Kongress aus.
Williams kandidierte 1828 erfolglos für den Posten des Sheriffs. Er verstarb am 9. November 1860 in Cooperstown und wurde dann auf dem Warren Cemetery in Otsego beigesetzt.